# La Vendetta di Ercole
La Vendetta di Ercole – francusko-włoski film z 1960 roku w reżyserii Vittoria Cottafaviego.

## Obsada
- Mark Forest jako Hercules/Goliath
- Broderick Crawford jako Król Eurystheus
- Sandro Moretti jako Illo
- Gaby André jako Ismene
- Philippe Hersent jako Androclo
- Leonora Ruffo jako Dejanira
- Giancarlo Sbragia jako Tindaro
- Wandisa Guida jako Alcinoe
- Federica Ranchi jako Thea
- Carla Calò jako Sibyl
- Ugo Sasso jako Timocleo
- Claudio Undari jako Polimorfeo
- Salvatore Furnari jako Karzeł
- Renato Terra
- Piero Pastore jako Strażnik więzienny